# Macintosh 128k

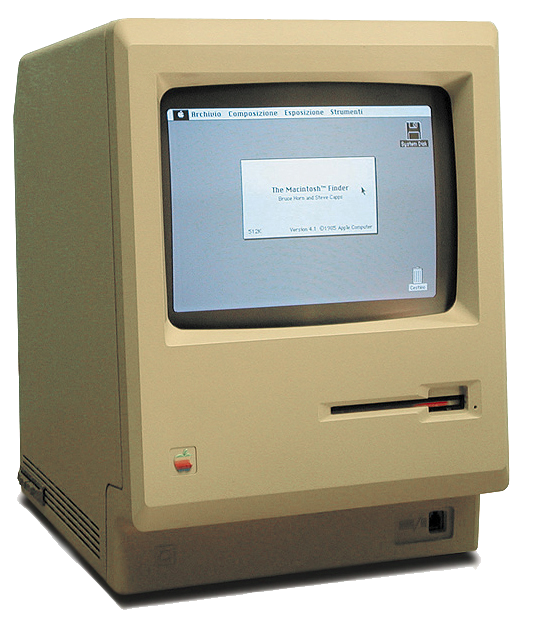
Macintosh 128k.

Macintosh 128k är en persondator från Apple av typ Macintosh som lanserades den 22 januari 1984 som efterföljare till den något dåligt säljande Lisa från 1983.
Denna var den första datorn från Apple att kallas Macintosh och blev en stor succé med sitt grafiska, och vid tiden lättanvända gränssnitt och inbyggda digitala ljud.
Det var även den första datorn som kunde användas till renodlat hemmabruk, de tidigare datorerna var främst avsedda för företagsanvändning. Denna Apple-dator blev en stor konkurrent till den drygt två år tidigare lanserade IBM PC.
De flesta datorer vid samma tid hade oftast textbaserade operativsystem, såsom MS-DOS och Commodore 64, Macintosh blev därmed en stor succé hos personer som inte var så tekniska. I reklamen sade man bland annat "the computer for the rest of us" ('datorn för oss andra') för att markera den vid den tiden datormässigt otekniska majoriteten. Dessutom hade man den stora nyheten, 3,5-tums disketter, som var betydligt smidigare än de gamla känsliga 5,25-tumsdisketterna som användes i IBM PC och Apple Lisa.
Macintosh tog stora marknadsandelar från IBM, inte bara för att Macintosh var lättare att använda utan för att den också kostade några hundra dollar mindre och samtidigt hade kraftigare processor (32-bitars arkitektur, istället för IBM med sin 8/16-bitars).
Dock hade 128k sina begränsningar, den var till skillnad från PC-datorerna väldigt sluten och gick bland annat inte att uppgradera lika lätt. För tekniskt kunniga var IBM oftast ett bättre val.
Det kom flera efterföljare, bland annat: Macintosh 512k, Macintosh Plus, Macintosh SE och Macintosh Classic med i stort sett samma skal.
128k upp till Plus saknade hårddiskar och startades med systemdisketter. Dock hade en utökad version av 512k (512k enhanced) och Plus SCSI-kontakt för användning av extern hårddisk. 128k och 512k använde disketter med 400 KB i utrymme.
Dess operativsystem, Mac OS, blev en stor succé vid den tiden och har fått stå som förebild många gånger hos andra systemutvecklare, framförallt av Microsoft med deras Windows.

## Specifikationer
- Nypris: $2495
- Processor: Motorola 68000, 8 MHz 32 bitar/16-bitars buss
- Minne: 128 KB RAM
- Diskettenhet: 3,5", 400KiB
- Hårddisk: (Ingen)
- Bildskärm: Inbyggd 9" 512 × 342 svartvit grafik